# بیلی اسپنسر آدامز
بیلی اسپنسر آدامز (انگلیسی: Bayli Spencer-Adams؛ زادهٔ ۲۶ ژوئن ۲۰۰۱) بازیکن فوتبال است.
از باشگاه‌هایی که در آن بازی کرده‌است می‌توان به باشگاه فوتبال آرسنال اشاره کرد.
وی همچنین در تیم ملی فوتبال گویان بازی کرده‌است.